# 平岸車站 (赤平市)
平岸車站（日语：／ Hiragishi eki */?）是位於北海道赤平市平岸仲町1丁目的北海道旅客鐵道（JR北海道）根室本線的鐵路車站。車站編號為T25。電報略號為ヒキ。
名稱源自阿伊努語的「pira-kes」，意思是懸崖的末端。

## 歷史
- 1913年（大正2年）11月10日 - 以國有鐵道的車站而開始營業。一般車站。
- 1976年（昭和51年）2月1日 - 廢除貨物處理。
- 1982年（昭和57年）5月30日 - 廢除行李處理。同時車站無人化。
- 1987年（昭和62年）4月1日 - 國鐵分割民營化後，由JR北海道繼承。

## 車站構造
- 平岸車站為擁有2個單式月台及2條鐵路路線的地面車站。由於上行及下行月台並非位於另一方向月台的對面，因此兩個月台要用橋樑作連接。
- 為無人車站。

## 車站周邊
- 國道38號
- 赤歌警察署平岸派出所
- 平岸郵政局
- 空知川
- 北海道中央巴士「平岸」站
- 平岸醫院

## 相鄰車站
北海道旅客鐵道（JR北海道）
■根室本線
快速（包括「狩勝」）
通過
普通
茂尻（T24）－平岸（T25）－（高根信號場）－蘆別（T26）
- 為廢止信號場

## 外部連結
- 平岸車站 （页面存档备份，存于）（日文）
- 參觀全部車站之旅 （页面存档备份，存于）（日文）

1. ↑  北海道庁.  (PDF). 北海道庁.   [2017-08-17]. （原始内容存档 (PDF)于2018-04-17）.